# Ла Крос (Индијана)
Ла Крос (енгл. La Crosse) град је у америчкој савезној држави Индијана.

## Демографија
По попису из 2010. године број становника је 551, што је 10 (-1,8%) становника мање него 2000. године.
| Група             | 2000.       | 2010.       |
| Белци             | 537 (95,7%) | 539 (97,8%) |
| Афроамериканци    | 1 (0,2%)    | 1 (0,2%)    |
| Азијати           | 3 (0,5%)    | 0 (0,0%)    |
| Хиспаноамериканци | 14 (2,5%)   | 10 (1,8%)   |
| Укупно            | 561         | 551         |